# Радио-телескоп
Радио-телескопи су уско усмерени пријемници који могу да региструју слаба електромагнетна зрачења са огромних удаљености. Раде на највишим фреквецијама, јер кратки таласи, великих учестаности носе највише енергије. Антене могу да се постављају појединачно или у батерији, када се неколико параболичних антена синхронизује у један радио-телескоп.
Радио-телескопи раде на веома малим таласним дужинама, користећи радио зрачење. Они у фокусу имају диполни пријемник, тј. антену, из које се сигнал појачава и региструје. Огледало је метални параболоид, који представља колектор.
Највећа појединачна антена је на радио-телескопу RATAN-600 Архивирано на веб-сајту  (27. мај 2018) (Русија) са пречником од 576 m. 
Познати су још и радио-телескопи у Аресибу (Arecibo radio telescope, Arecibo, Порторико), Very Large Array (VLA), у Сокору (Socorro), Новом Мексику, као и радио-телескоп са антеном од 76 m у Џордел Бенку (Jodrell Bank).
Највећи интегрисани радио-телескоп је вероватно Low Frequency Array. Налази се у западној Европи, заузима површину од неколико стотина квадратних km и састављен је од 25.000 појединачних антена.
Најудаљенији сигнал, који је ухваћен је тзв. позадинско зрачење, које вероватно потиче од „великог праска“. На основу њега је процењено да је космос настао пре 13,7 милијарди година.